# Urticales
Ordre
Classification APG II (2003)
Classification APG III (2009)
L'ordre des Urticales regroupe des plantes dicotylédones.
En classification classique de Cronquist (1981) il comprend six familles de plantes :
- Barbeyacées
- Cannabacées
- Cécropiacées
- Moracées
- Ulmacées
- Urticacées

Pour la classification phylogénétique APG II (2003) et classification phylogénétique APG III (2009), cet ordre n'existe pas : ces plantes sont incluses dans l'ordre des Rosales.